# Schmidtiana spinicollis
Schmidtiana spinicollis är en skalbaggsart som först beskrevs av Francis Polkinghorne Pascoe 1866.  Schmidtiana spinicollis ingår i släktet Schmidtiana och familjen långhorningar. Inga underarter finns listade i Catalogue of Life.